# مصعب الشويعر
مصعب الشويعر (مواليد 1 يوليو 1994) هو لاعب كرة قدم سعودي يلعب في نادي كميت.

## مسيرة اللاعب
مثل سابقاً نادي الوشم ونادي كميت.